# BTR-40
O BTR-40 (БТР, ou Бронетранспортер, traduzido como "trasportador blindado") é um veículo de transporte de tropas desenvolvido pela União Soviética. Ele é chamado também de Sorokovka. É também o primeiro transportador construído em massa pelos soviéticos. Ele foi depois substituído pelos blindados BTR-152 e BRDM-1.